# لاسلو بوروس
لاسلو بوروس (بالمجرية: Boros László)‏ هو منافس ألعاب قوى مجري، ولد في 3 فبراير 1982.

## وصلات خارجية
- لاسلو بوروس على موقع الاتحاد الدولي لألعاب القوى (الإنجليزية)
- لاسلو بوروس على موقع أوليمبيديا (الإنجليزية)
- لاسلو بوروس على موقع اللجنة الأولمبية المجرية (الهنغارية)